# 安卡斯蒂
安卡斯蒂（西班牙語：Ancasti），是阿根廷的城鎮，位於該國東北部卡塔馬卡省，是安卡斯蒂縣的首府，海拔高度870米，始建於1735年9月26日，居民主要從事農業和牧牛業，2001年人口305。